# Thanks for the Memory
Pour l’article homonyme, voir Thanks for the Memory (film).
Thanks for the Memory est une chanson écrite par Ralph Rainger et Leo Robin,. Ils l'ont écrit à l'origine pour que Bob Hope la chante dans son premier long métrage Big Broadcast of 1938, sorti en 1938,. (Dans le film, Bob Hope la chante à l'écran en duo avec Shirley Ross.)
Le titre est devenu une chanson phare du répertoire de Bob Hope. Pour le reste de sa vie, il l'a utilisé comme la chanson d'adieu (la chanson thème finale) à la radio, à la télévision et sur scène,,.
Le 23 février 1939, la chanson a remporté l'Oscar de la meilleure chanson originale de film,,.

## Texte et musique
C'est une chanson sur le divorce.

« Un autre petit écart du conventionnel est une chanson qui décrit la fin d'une histoire d'amour et un amoureux laissé tout seul avec ses souvenirs. [...] C'est un souvenir des jours heureux du passé. »

## Accolades
La chanson (dans la version originale du film Big Broadcast of 1938, chantée par Bob Hope et Shirley Ross) est classée 63e dans la liste des « 100 plus grandes chansons du cinéma américain » selon l'American Film Institute (AFI).